# 미쿠라섬

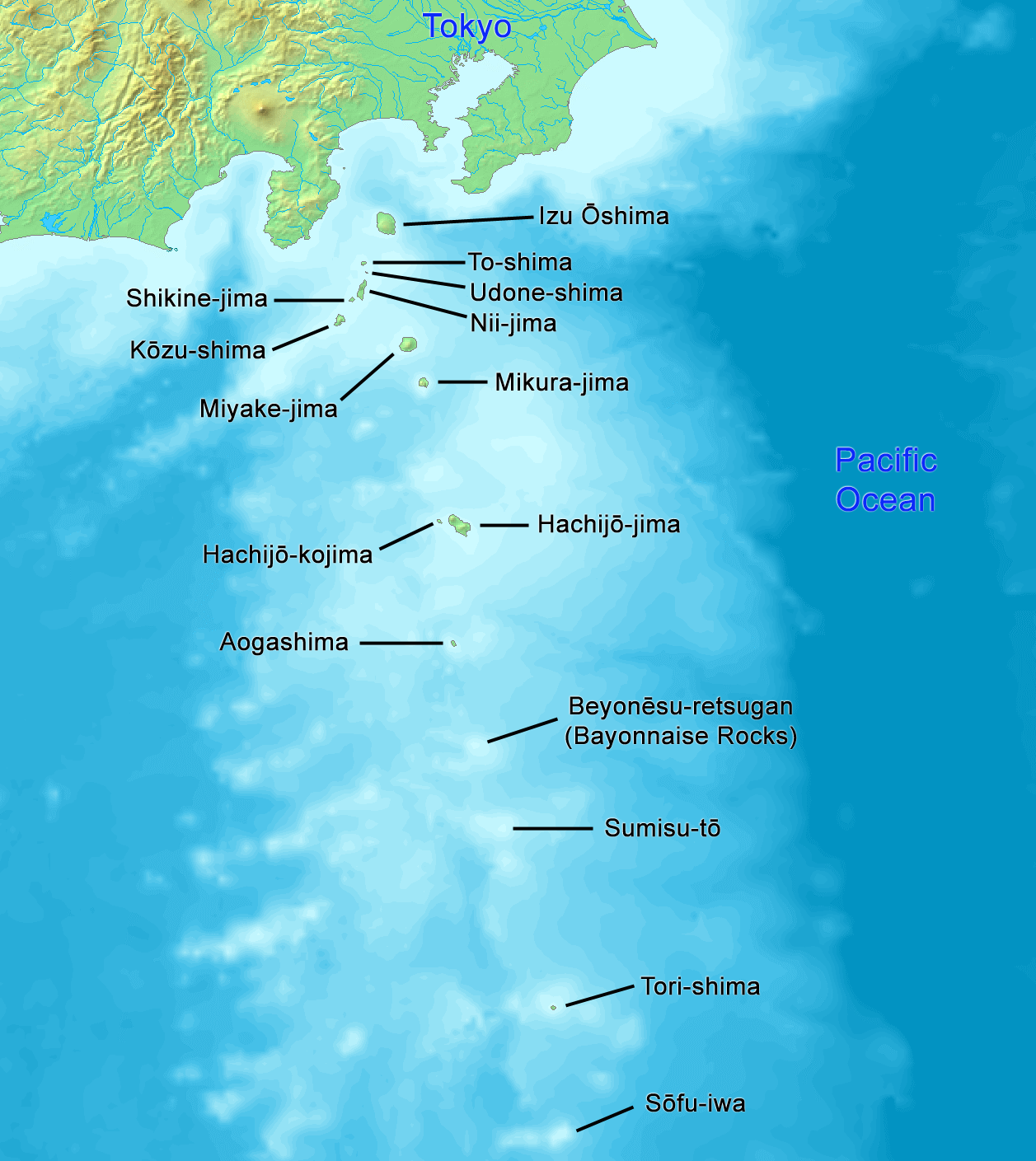
이즈 제도

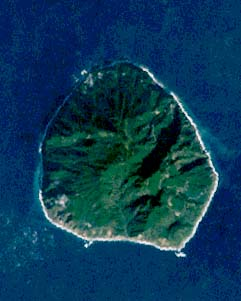
미쿠라섬의 위성 사진

미쿠라섬(御蔵島)은 이즈 제도의 화산섬으로 일본 도쿄도 정부가 관할한다. 도쿄 본토의 남쪽, 시즈오카현 이즈반도의 남동쪽에 놓여있다. 도쿄도 중심에서 남쪽으로 200km, 미야케섬에서 남동쪽으로 19km 떨어져있다. 미쿠라지마촌이 섬의 지방 정부 역할을 담당한다.
미쿠라 섬의 면적은 20.55km2이고 인구는 약 300명이다. 섬은 주요 항구가 없다. 적은 인구와 방문객 수의 제한 때문에 자연이 상대적으로 오염되지 않은 채 남아있다. 해발 851m의 오야마산은 섬에서 가장 높은 지점이고 섬에서 가장 큰 수원지를 이룬다. 시라타키 폭포는 태평양으로 떨어지는 높이 80m의 폭포이다. 섬에는 지하 광수호가 있고 놀라운 치유의 힘이 있다고 알려져있으며 섬 주변의 물은 영양분이 풍부해 식물이 많이 자란다.
섬의 주민들은 역사에 장수하는 것으로 기록되어 있다. 섬의 여성들은 매끄러운 피부와 어려보이는 외모로 유명하다.